# Titleist
Titleist er et amerikansk selskab, ejet af Acushnet Company, som producerer golfudstyr, og specielt golfbolde.
Titleists golfbolde blev brugt for første gang under US Open i 1949 og er blandt de bedstsælgende i verden.[kilde mangler] Fem af de 10 bedste spillerne i verden bruger Titleist-bolde Lee Westwood, Steve Stricker, Rory McIlroy, Martin Kaymer og Luke Donald) (2010).